# Бількіно
Бі́лькіно (рос. Билькино) — присілок у складі Тавдинського міського округу Свердловської області.
Населення — 20 осіб (2010, 25 у 2002).
Національний склад населення станом на 2002 рік: росіяни — 92 %.